# 高豪傑
高豪傑（1980年7月24日—），台灣足球運動員，他目前效力於大同足球隊，司職後衛。他曾代表中華台北出戰2006年世界盃足球賽外圍賽及2005年東亞足球錦標賽，並在2007年亞洲盃外圍賽中逐漸成為正選球員。